# Заречное (Качугский район)
Заречное — село в Качугском районе Иркутской области России. Административный центр Зареченского муниципального образования. Находится примерно в 45 км к востоку от районного центра.

## География
Заречное находится у реки Манзурка.

## История
В 1968 году Указом Президиума Верховного Совета РСФСР деревня Самодурово переименована в Заречная.

## Население
| 2002 | 2010 | 2011 | 2012 |
| ---- | ---- | ---- | ---- |
| 399  | ↘228 | ↘227 | →227 |